# 張灝 (雍正進士)
張灝，直隸顺天府宛平縣人，清朝政治人物、进士出身。

## 生平
雍正五年，登进士，改庶吉士，授翰林院編修、升任侍讀學士。